# AW249 Fenice
Az AW249 Fenice (neve magyarul Főnixet jelent) egy új fejlesztésű harci helikopter, amelyet az olasz Leonardo S.p.A. vállalat fejleszt és gyárt. Az AW249 helikopter a A129 Mangusta váltótípusa, amelyből az olasz haderő mintegy 48 darabot tervez rendszeresíteni. A helikopter kialakítás nagy mértékben hasonlít elődjére, de műszaki megoldásait a sokkal korszerűbb AW149-es szállító helikopterből adoptálták. A helikopter első felszállására 2022. augusztus 12-én került sor és a tervek szerint 2025-ben állhat szolgálatba az olasz haderőnél.

## Kialakítása és jellemzői

### A helikopter kialakítása és repülési jellemzői
Az AW249-esben hagyományos módon: egymás mögötti foglal helyet a pilóta és fegyverkezelő. Az ötlapátos főrotort két General Electric Aviation CT7 gázturbina hajtja. A helikopter utazó sebessége 140 csomó vagyis 260 km/óra. A gép maximális felszállótömege mintegy 8,3 tonna lesz várhatóan. Maximális repülési idő 4 órára tehető.
A helikopter fedélzeti rendszere lehetővé teszi a pilóta nélküli rendszerekkel (drónokkal) való együttműködést: azok előre repülve célokat deríthetnek fel a helikopter számára szükségtelenné téve, hogy a gépnek  veszelyesen közel kelljen repülnie frontvonalhoz. A gép a hálózat alapú hadviselés szempontjainak is maximálisan megfelel: kívülről is fogadhat illetve maga is adhat felderítési és célinformációkat. Ebben többek között a Link 16-os kommunikációs rendszer is segíti. 
A tervezés során kiemelt figyelmet fordítottak arra, hogy a típus életciklus-költségei alacsonyabbak legyenek, mint az előző generációs helikopterek esetében.

### Túlélőképessége
Az  AW249-es esetében is kiemelt figyelmet fordítottak a túlélőképesség maximalizálására. A gép viszonylag alacsony észlelhetőségű:  alacsony radar és infravörös lábnyoma ugyanakkor nagy mozgékonysága, agilitása. A gép passzív védelme is számottevő: rendszer redundancia, kritikus rendszerek szétválasztása, a hajtásrendszer kenőolaj nélküli "szárazon futási" képessége, páncélozott ülések, öntömítő üzemanyagtartályok jellemzik. Emellett számos passzív és aktív védelmi rendszer is segíti a helikopter túlélését. Ilyen például az Elettronica ELT-162  radar besugárzás jelző (RWR) rendszer, az Elettronica ELT/577 Quiris infravörös rávezetésű rakétákat lézerrel zavaró ún. DIRCM-rendszer vagy a Leonardo MAIR rakéta indításra figyelmeztető rendszer (MAWS).
Ha a helikopter kényszerleszállása vagy lezuhanása nem elkerülhető, akkor is viszonylag jó túlélési esélye van a gép személyzetének: a földhöz ütközésnek jól ellenálló sárkányszerkezet, ülések és üzemanyagtartályok segítik őket ebben.

### Fegyverzete

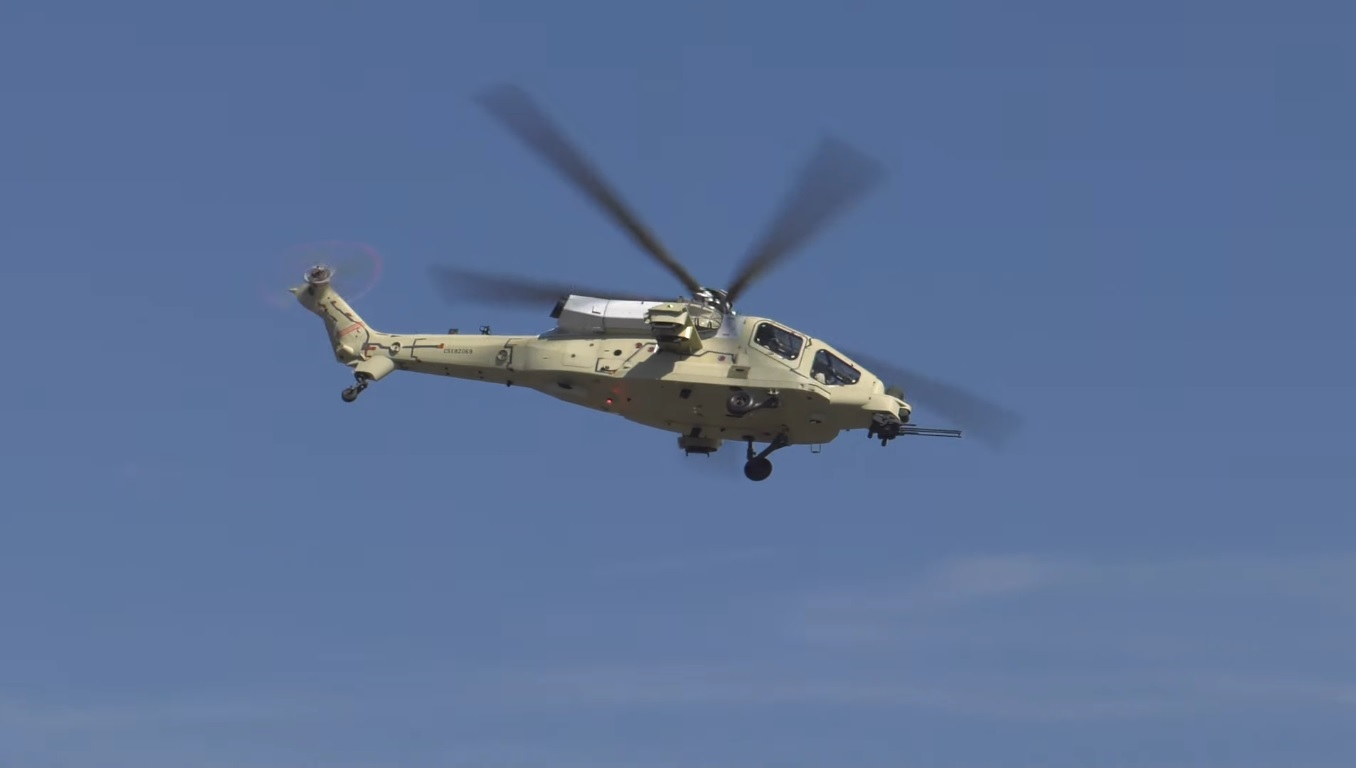
Az egyik még festetlen prototípus tesztrepülése

Az AW249-es hat felfüggesztő ponttal rendelkezik fegyverek számára az orrban elhelyezett háromcsövű 20 milliméteres TM197B típusú gépágyútorony mellett. A Gatling-rendszerű gépágyú percenként 750 lövés leadására képes, vízszintesen jobbra is és balra is 100 fokkal téríthető ki, függőlegesen  +20°/ -50° között irányozható. A fegyver páncélozatlan és könnyen páncélozott célok illetve élőerő ellen hatásos legfeljebb 1500 méteres távolságig. A gépágyú 6-20 milliméter közötti homogén páncélzat átütésére képes a lőtávolság és lőszertípus függvényében. A gépágyú a mintegy 9 gramm robbanóanyagot tartalmazó 20 mm-es  M56 HEI (repesz-romboló-gyújtó) típusú lőszerrel kétméteres sugarú körben képes sérülést okozni az ellenséges élő erőkben.
A célok felderítésére és a fegyverek irányzására az orrban elhelyezett izraeli RAFAEL vállalat TopLite EOS elektrooptikai rendszere valamint a sisakcélzó-rendszer szolgál. A helikopternek összesen hat felfüggesztési pontja van. A gép elsődleges rakétafegyverzete az izraeli Spike lesz a tervek szerint, de emellett hordozhat 70 mm-es irányított és nem irányított rakétákat, infravörös rávezetésű légiharc-rakétákat (pl. Mistral ATAM vagy Stinger) vagy üzemanyag-tartályokat és gépfegyver-konténereket. A tervek szerint lehetőség lesz ezek vegyes illetve aszimmetrikus hordozására is.

## Alkalmazók

### Jövőbeni alkalmazók
Olaszország - 48 helikopter, első példányok átadása 2025-től kezdődően várható

### Lehetséges alkalmazók
Magyarország - a típus iránt a Magyar Honvédség is érdeklődik sajtóértesülések szerint.